# Records des Bahamas d'athlétisme

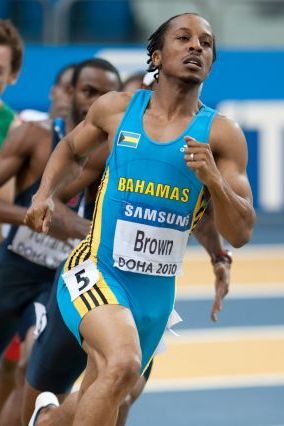
Chris Brown.

Les records des Bahamas d'athlétisme sont les meilleures performances réalisées par des athlètes bahaméens et homologuées par Bahamas Association of Athletic Associations (en) (BAAA).

## Plein air

### Hommes
| Épreuve              | Record | Athlète                                                                    | Date             | Compétition                                | Lieu            | Réf.   |
| -------------------- | --- | -------------------------------------------------------------------------- | ---------------- | ------------------------------------------ | --------------- | ------ |
| 100 m                | 9 s 91 (-0,5 m/s) | Derrick Atkins                                                             | 26 août 2007     | Championnats du monde                      | Osaka           | [ 1 ]  |
| 100 m                | 9 s 91 (+1,0 m/s) | Terrence Jones                                                             | 15 avril 2023    | Tom Jones Memorial                         | Gainesville     | [ 2 ]  |
| 200 m                | 19 s 75 (+0,3 m/s) | Steven Gardiner                                                            | 7 avril 2018     | Coral Gables Hurricane Alumni invitational | Coral Gables    | [ 3 ]  |
| 400 m                | 43 s 48 | Steven Gardiner                                                            | 4 octobre 2019   | Championnats du monde                      | Doha            | [ 4 ]  |
| 800 m                | 1 min 49 s 54 | Chris Brown                                                                | 17 août 1998     | Jeux d'Am. centrale et des Caraïbes        | Maracaibo       |        |
| 1 500 m              | 3 min 45 s 72 | William Johnson                                                            | 17 mai 1983      |                                            | Austin          |        |
| 3 000 m              | 8 min 43 s 59 | David Bell                                                                 | 23 avril 1993    |                                            | Philadelphie    |        |
| 5 000 m              | 14 min 00 s 54 | O'Neil Williams                                                            | 14 mai 2011      | Fritz Grant Invitational                   | Nassau          | [ 5 ]  |
| 10 000 m             | 30 min 32 s 11 | Gabriel Curtis                                                             | 16 avril 2021    | Virginia Challenge                         | Charlottesville | [ 6 ]  |
| Marathon             | 2 h 29 min 28 | O'Neil Williams                                                            | 20 octobre 2019  | Marathon d'Amsterdam                       | Amsterdam       | [ 7 ]  |
| 110 m haies          | 13 s 35 (+1,7 m/s) | Jahmaal Wilson                                                             | 15 mai 2022      | WT Last Chance                             | Canyon          | [ 8 ]  |
| 400 m haies          | 48 s 17 | Jeffery Gibson                                                             | 25 août 2015     | Championnats du monde                      | Pékin           | [ 9 ]  |
| 3 000 m steeple      | 9 min 43 s 2 | David Ferguson                                                             | 4 mai 1996       |                                            | Long Beach      |        |
| Saut en hauteur      | 2,38 m | Troy Kemp                                                                  | 12 juillet 1997  | Meeting Nikaïa                             | Nice            |        |
| Saut à la perche     | 5,30 m | Brenden Vanderpool                                                         | 30 mars 2024     | Jeux de la CARIFTA                         | Saint-Georges   | [ 10 ] |
| Saut en longueur     | 8,41 m (+1,5 m/s) | Craig Hepburn                                                              | 17 juin 1993     | Championnats des Bahamas                   | Nassau          | [ 11 ] |
| Triple saut          | 17,59 m (+0,9 m/s) | Leevan Sands                                                               | 21 août 2008     | Jeux olympiques                            | Pékin           | [ 12 ] |
| Lancer du poids      | 18,37 m | Malik Stuart                                                               | 26 mai 2018      | Championnats NAIA                          | Gulf Shores     | [ 13 ] |
| Lancer du disque     | 67,10 m | Bradley Cooper                                                             | 14 juin 1986     | Championnats des Bahamas                   | Nassau          | [ 14 ] |
| Lancer du marteau    | 49,74 m | Delron Inniss                                                              | 14 avril 2017    | Blue Hawk Games                            | Dickinson       | [ 15 ] |
| Lancer du javelot    | 84,27 m | Keyshawn Strachan                                                          | 31 mars 2023     | Texas Relays                               | Austin          | [ 16 ] |
| Décathlon            | 8 226 pts | Ken Mullings                                                               | 3 août 2024      | Jeux olympiques                            | Saint-Denis     | [ 17 ] |
| Décathlon            | 10 s 60 (+0,8 m/s) (100 m), 7,36 m (+0,8 m/s) (longueur), 14,19 m (poids), 2,02 m (hauteur), 49 s 43 (400 m) / 13 s 70 (+0,7 m/s) (110 m haies), 46,07 m (disque), 4,80 m (perche), 59,83 m (javelot), 4 min 55 s 84 (1 500 m) |                                                                            |                  |                                            |                 |        |
| 20 km marche (route) | |                                                                            |                  |                                            |                 |        |
| 50 km marche (route) | |                                                                            |                  |                                            |                 |        |
| 4 × 100 m            | 38 s 52 | Équipe nationale Adrian Griffith Warren Fraser Teray Smith Shavez Hart     | 1er juillet 2014 | Jeux du Commonwealth de 2014               | Glasgow         | [ 18 ] |
| 4 × 400 m            | 2 min 56 s 72 | Équipe nationale Chris Brown Demetrius Pinder Michael Mathieu Ramon Miller | 10 août 2012     | Jeux olympiques                            | Londres         | [ 19 ] |

### Femmes
| Épreuve              | Record | Athlète                                                                                 | Date             | Compétition                      | Lieu           | Réf.   |
| -------------------- | --- | --------------------------------------------------------------------------------------- | ---------------- | -------------------------------- | -------------- | ------ |
| 100 m                | 10 s 84 (+1,9 m/s) | Chandra Sturrup                                                                         | 5 juillet 2005   | Athletissima                     | Lausanne       | [ 20 ] |
| 200 m                | 21 s 74 (-0,4 m/s) | Shaunae Miller-Uibo                                                                     | 29 août 2019     | Weltklasse                       | Zurich         | [ 21 ] |
| 400 m                | 48 s 36 | Shaunae Miller-Uibo                                                                     | 6 août 2021      | Jeux olympiques                  | Tokyo          | [ 22 ] |
| 800 m                | 2 min 04 s 82 | Vernetta Rolle                                                                          | 23 mai 1998      |                                  | Atlanta        |        |
| 1 500 m              | 4 min 36 s 37 | Jennaya Hield                                                                           | 6 mai 2017       | Championnats de la MEAC          | Greensboro     | [ 23 ] |
| 3 000 m              | 10 min 26 s 39 | Hughnique Rolle                                                                         | 7 avril 2012     | 2012 Colonial Relays             | Williamsburg   | [ 24 ] |
| 5 000 m              | 18 min 05 s 25 | Hughnique Rolle                                                                         | 28 avril 2012    | Lehigh Games                     | Bethlehem      | [ 25 ] |
| 10 000 m             | 45 min 50 s 79 | Jennaya Hield                                                                           | 29 mars 2015     | Towson University Invitational   | Towson         |        |
| Marathon             | 2 h 54 min 37 s | Giselle Pyfrom                                                                          | 16 décembre 1995 |                                  | Jacksonville   |        |
| 100 m haies          | 12 s 44 (+0,1 m/s) | Devynne Charlton                                                                        | 22 août 2023     | Championnats du monde            | Budapest       | [ 26 ] |
| 400 m haies          | 55 s 69 | Katrina Seymour                                                                         | 10 avril 2018    | Jeux du Commonwealth             | Gold Coast     | [ 27 ] |
| 3 000 m steeple      | 11 min 59 s 00 | Jessica Ferguson                                                                        | 12 avril 2003    | Simpson College Open             | Indianola      | [ 28 ] |
| Saut en hauteur      | 1,81 m | Kenya Culmer                                                                            | 12 mai 2012      | State Farm MVC Championships     | Wichita        | [ 29 ] |
| Saut à la perche     | |                                                                                         |                  |                                  |                |        |
| Saut en longueur     | 6,83 m (+0,3 m/s) | Bianca Stuart                                                                           | 26 juin 2015     | Championnats des Bahamas         | Nassau         | [ 30 ] |
| Triple saut          | 14,08 m (+1,1 m/s) | Charisma Taylor                                                                         | 11 mai 2024      |                                  | Kingston       | [ 31 ] |
| Lancer du poids      | 17,23 m | Aymara Albury                                                                           | 26 mai 2006      | Championnats NCAA Mideast        | Knoxville      | [ 32 ] |
| Lancer du disque     | 60,92 m | Serena Brown                                                                            | 28 juin 2021     | Blue Marlin Track & Field Series | Nassau         | [ 33 ] |
| Lancer du marteau    | 61,29 m | Tahj'Nee Thurston                                                                       | 30 mars 2023     | West Coast Relays                | Clovis         |        |
| Lancer du javelot    | 64,19 m | Rhema Otabor                                                                            | 6 juin 2024      | Championnats NCAA                | Eugene         | [ 34 ] |
| Heptathlon           | 5 368 pts | Carmel Major                                                                            | 5–6 juin 1987    | Championnats NCAA                | Baton Rouge    | [ 35 ] |
| Heptathlon           | 14 s 10 w (100 m haies), 1,53 m (hauteur), 10,94 m (poids), 25 s 09 (200 m) / 5,35 m (longueur), 45,52 m (javelot), 2 min 18 s 21 (800 m) |                                                                                         |                  |                                  |                |        |
| 20 km marche (route) | |                                                                                         |                  |                                  |                |        |
| 4 × 100 m            | 41 s 92 | Équipe nationale Savatheda Fynes Chandra Sturrup Pauline Davis-Thompson Debbie Ferguson | 29 août 1999     | Championnats du monde            | Séville        |        |
| 4 × 400 m            | 3 min 26 s 36 | Équipe nationale Laniece Clarke Anthonique Strachan Carmiesha Cox Christine Amertil     | 19 août 2016     | Jeux olympiques                  | Rio de Janeiro | [ 36 ] |